# 理科教室中学校2年生
理科教室中学校2年生は、NHK教育テレビジョンで1959年4月16日から1985年3月14日まで放送されていたテレビ番組。

## 概要
中学校2年生理科向け学校放送番組。

## 放送時間
| 年度        | 本放送時間        | 再放送時間        | 再放送時間        |
| ----------- | ----------------- | ----------------- | ----------------- |
| 1959        | 木曜日10:25-10:55 |                   |                   |
| 1960        | 木曜日11:15-11:35 | 火曜日10:20-10:40 |                   |
| 1961        | 水曜日11:15-11:35 | 木曜日13:25-13:45 | 金曜日10:20-10:40 |
| 1962 - 1963 | 水曜日11:15-11:35 | 木曜日13:40-14:00 | 金曜日10:20-10:40 |
| 1964 - 1968 | 水曜日09:20-09:40 | 木曜日10:20-10:40 | 金曜日11:20-11:40 |
| 1969 - 1979 | 水曜日10:10-10:30 | 金曜日12:00-12:20 | 木曜日11:00-11:20 |
| 1980 - 1981 | 水曜日13:15-13:35 | 金曜日12:00-12:20 |                   |
| 1982 - 1984 | 水曜日13:15-13:35 | 木曜日12:00-12:20 |                   |

## 出演者
- 関口進（1964年度 - 1966年度）
- 山内雅人（1967年度 - 1971年度）
- 大川義行（1972年度 - 1976年度）
- 龍田直樹（1977年度 - 1982年度）
- 小金澤篤子（1983年度 - 1984年度）